# Rantanplan

Rantanplan, "chú chó ngốc hơn cả cái bóng của mình".

Rantanplan là chú chó hư cấu trong truyện tranh Lucky Luke được viết bởi Morris và René Goscinny, và sau đó được đặt tên cho loạt truyện mà Morris viết riêng về nhân vật này. Tên của Rantanplan được đặt dựa theo tên Rin Tin Tin.

## Lịch sử xuất bản
Nhân vật này xuất hiện lần đầu tiên trong những ô truyện đầu tiên trong tập truyện Sur la piste des Dalton, xuất bản vào ngày 4 tháng 2 năm 1960 trong tạp chí truyện tranh Spirou, cùng với một loạt ấn phẩm vào năm 1962. Nhân vật này còn tiếp tục xuất hiện trong loạt truyện Lucky Luke, dẫn đến kết quả là loạt truyện riêng của chính nhân vật này bắt đầu từ năm 1987. 10 năm sau khi Goscinny mất, vì sự ra đời của loạt truyện Rantanplan Morris hợp tác với một số nhà viết cốt truyện như Jean Léturgie, Bob De Groot và Vittorio Leonardo. Trong tập truyện Lucky Luke thứ 63, Con vật hên, có nói tới Rantanplan là một chú chó ngớ ngẩn của một đoàn thanh tra quân đội cả tin. Tập sách rất nổi tiếng và được đánh giá là một trong những tập chuyện hay nhất về Rantanplan.

## Nhân vật
Rantanplan là "chú chó ngốc hơn cả cái bóng của mình". Chú ta thường đi lòng vòng theo Lucky Luke và gây cười cho người đọc bằng sự ngốc nghếch của mình. Đôi khi chú nhảy chồm lên người khác (thường là Joe Dalton hoặc Lucky Luke) nhằm làm cho họ nơi lỏng súng và tự làm cho mình mất sự bảo vệ. Nhưng thường thì chú ta nhảy hụt. Rantanplan được mô tả là chú chó có cái mũi điếc, chú không thể nào đánh hơi theo bất cứ mùi nào (trừ mùi thức ăn). Chú chó này cực kì phàm ăn, có thể ăn bất cứ thứ gì giống như Averell Dalton. Là một con chó, nhưng Rantanplan lại không biết bơi nên thường xuyên bị ngộp nước. Sở thích chính của Rantanplan là ăn, ngủ và ngắm trăng. Trong  loạt truyện Rantanplan, vì không có sự xuất hiện của Lucky Luke, hình ảnh Lucky Luke cưỡi ngựa đi về phía mặt trời lặn được thay thế bởi hình ảnh Rantanplan nằm ngủ ở sân trong nhà tù và sơ ý để những tù nhân vượt ngục về đêm.
Nghề nghiệp chính của Rantanplan là chó canh ngục, nhưng chú sử dụng hầu hết thời gian của mình để ngủ ở sân trong của nhà tù. Đôi khi chú bị xích vào cổ tay của Joe Dalton. Rantanplan xem chiếc xích là sự ràng buộc thương yêu và xem Joe là người chủ thân thương của mình. Ngược lại Joe ghét Rantanplan nhưng những nỗ lực của Joe nhằm làm khuất mắt "con chó lai ngu ngốc này" bị Rantanplan hiểu nhầm là biểu hiện của sự yêu thương. Rantanplan luôn luôn nghe lời bà Dalton - mẹ của bốn anh em nhà Dalton - vô điều kiện.
Chú ngựa Jolly Jumper của Lucky Luke, một chú ngựa rất thông minh, luôn coi thường Rantanplan, đồng thời xem chú chó là một sai lầm của tạo hóa.

## Bản dịch
Trong bản dịch tiếng Anh Rantanplan được đặt tên là Rin Tin Can hoặc Bushwack. Bản dịch tiếng Na Uy gọi chú chó là Ratata, một cách nói trại trong tiếng Na Uy có nghĩa là "mông", bởi vì nó được đọc giống bản chính bằng tiếng Pháp là Rin Tin Tin. Bản dịch tiếng Thụy Điển cũng gọi Rantanplan là Ratata, mặc dù vậy nó không mang nghĩa như tiếng Na Uy.

## Phim hoạt hình
Vào 2006, công ty Xilam cho ra loạt phim hoạt hình Rantanplan, mỗi phần dài 90 giây, được phát sóng trên đài France 3.

## Những ấn phẩm có xuất hiện Rantanplan
- La mascotte (1987, Dargaud).
- Le parrain (1988, Dargaud).
- Rantanplan otage (1992, Lucky Productions).
- Le clown (1993, Lucky Productions).
- Bêtisier 1 (1993, Lucky Productions).
- Bêtisier 2 (1993, Lucky Productions).
- Le fugitif (1994, Lucky Productions).
- Bêtisier 3 (1995, Lucky Productions).
- Le messager (1995, Lucky Productions).
- Les cerveaux (1996, Lucky Productions).
- Le chameau (1997, Lucky Productions).
- Bêtisier 4 (1998, Lucky Productions).
- Le grand voyage (1998 Lucky Productions).
- Bêtisier 5 (2000, Lucky Comics).
- La belle et le bête (2000, Lucky Comics).
- Bêtisier 6 - Le Noël de Rantanplan (2001, Lucky Comics).
- Le chien plus bête que son ombre (2000, Lucky Comics)..
- Chien perche! (2002, Lucky Comics).
- Haut les pattes! (2003, Lucky Comics).
- Le joli cœur (2003, Lucky Comics).